# Niphetogryllacris barkudensis
Niphetogryllacris barkudensis är en insektsart som först beskrevs av Lucien Chopard 1924.  Niphetogryllacris barkudensis ingår i släktet Niphetogryllacris och familjen Gryllacrididae. Inga underarter finns listade i Catalogue of Life.